# Краткая хроника брата рыцаря Тевтонского ордена
Краткая хроника брата рыцаря Тевтонского ордена (лат. Chronicon breve fratris, ut videtur, ordinis Theutonicorum) — написанное неким рыцарем Тевтонского ордена в Италии на латинском языке в перв. пол. XIII в. историческое сочинение. Сохранилось в рукописях XIII—XV вв. Содержит сведения главным образом по истории Италии, Папства и Священной Римской империи.

## Издания
- Chronicon breve fratris, ut videtur, ordinis Theutonicorum / ed. G. Waitz // MGH, SS. Bd. XXIV. Hannover, 1879, p. 151—154[2].
- Salzburger Fortsetzung der Chronik des Deutschordensbruders // Neues Archiv der Gesellschaft fuer aeltere deutsche Geschichtskunde, Bd. 10. 1885.

## Переводы на русский язык
- Краткая хроника брата рыцаря Тевтонского ордена в переводе И. М. Дьяконова на сайте Восточная литература
- Зальцбургское продолжение хроники брата Тевтонского ордена в переводе И. М. Дьяконова на сайте Восточная литература